# Niels Ellegaard

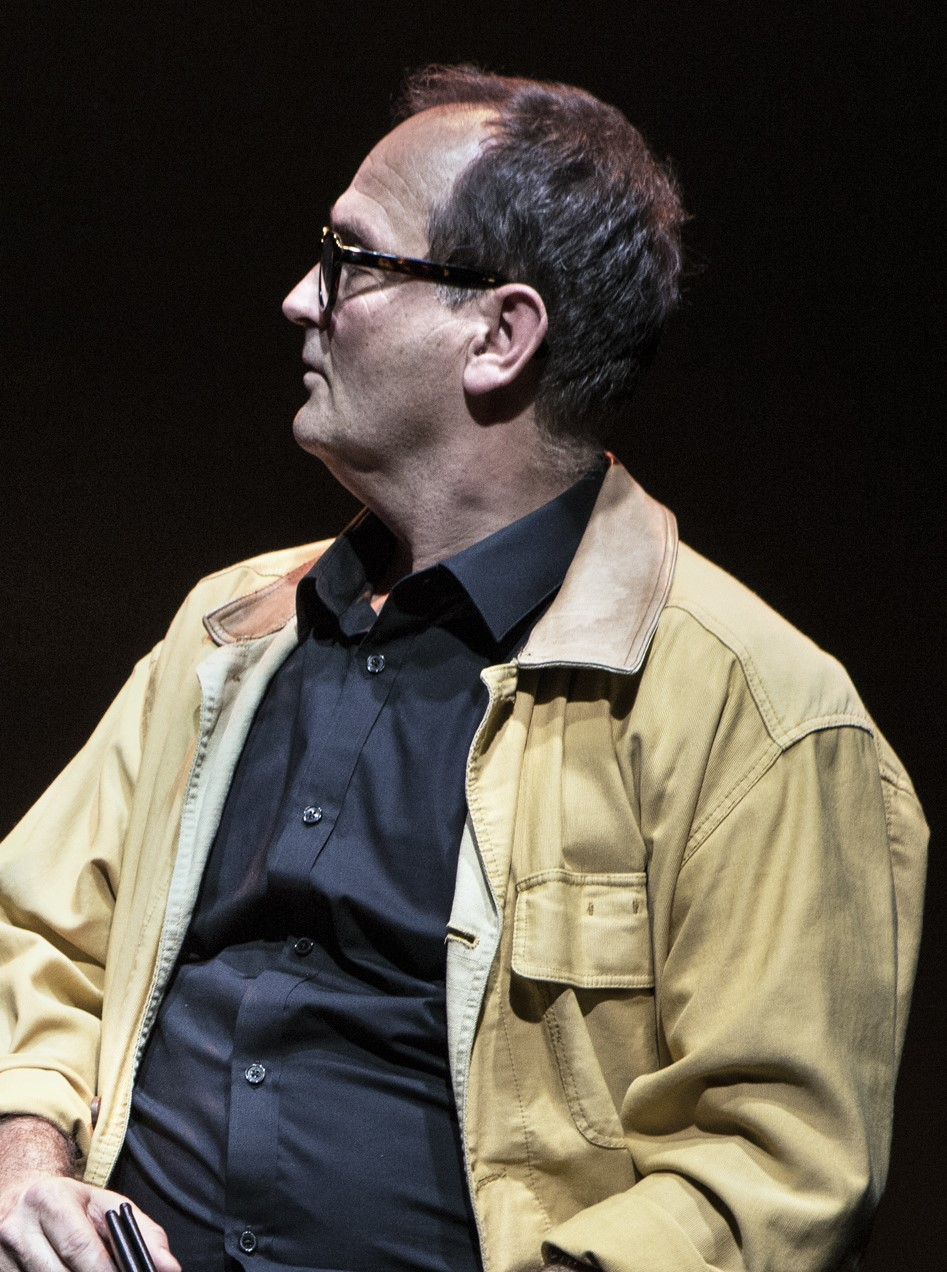
Niels Ellegaard

Niels Ellegaard (* 12. März 1962 in Svendborg) ist ein dänischer Schauspieler und Synchronsprecher.

## Leben
Ellegaard absolvierte bis 1983 eine Schauspielausbildung am Café Teatret in Kopenhagen. Danach war er von 1983 bis 1989 am Kindertheater Filuren in Aarhus als Schauspieler tätig und trat am Svalegangen-Theater und am Aarhus Teater auf, wo er in mehreren bekannten Rollen mitwirkte. So trat er unter anderem bei Inszenierungen im Aarhus Teater in dem Stück Gregersen Sagaen aus der Romanserie von Christian Kampmann auf.
Ellegaard wirkte über einen längeren Zeitraum an verschiedenen Revue-Aufführungen mit, so mehrmals in der Hjørring revyen und in der Cirkusrevyen. Durch einige seiner Revue-Auftritte erreichte er eine größere Aufmerksamkeit und wurde mehrmals mit dem Årets Revykunstner (Revue-Künstler des Jahres) ausgezeichnet. Seit 1978 trat er als Schauspieler in bislang mehr als 40 dänischen Film-und-Fernsehproduktionen auf und ist als dänischer Synchronsprecher für Zeichentrickfilme und Animationsfilme tätig, unter anderem lieh er der Figur des Homer Simpson in Die Simpsons – Der Film seine Stimme.
Ellegaard ist seit 1990 mit der Schauspielerin Lise Stegger verheiratet, mit der er eine Tochter hat.

## Filmografie
- 1978: Vil du se min smukke navle?
- 1994: Rene ord for pengene
- 1995: Anton
- 1997: Den hemmelige tunnel (dänische Weihnachtsserie)
- 1998: Bølle-Bob
- 1998: Strisser på Samsø
- 2002:  Lev vel (Kurzfilm)
- 2002: At kende sandheden
- 2003: 2 ryk og en aflevering
- 2000: Pyrus i Alletiders Eventyr (dänische Weihnachtsserie)
- 2003: Findet Nemo (Animationsfilm, dänische Stimme von Herr Rochen)
- 2003: Anja efter Viktor
- 2005: Bølle Bob og Smukke Sally
- 2005: Der Adler – Die Spur des Verbrechens (Ørnen, Fernsehserie)
- 2006: Nynne
- 2009: Klovn (Fernsehserie)
- 2009: Storm – Sieger auf vier Pfoten (Storm)
- 2007: Der verlorene Schatz der Tempelritter II (Tempelriddernes skat II)
- 2009: Lærkevej
- 2009: Kommissarin Lund (Forbrydelsen, Fernsehserie)
- 2010: Bølle Bob – Alle tiders helt
- 2011: Lykke
- 2011: Ludvig & Julemanden
- 2013: Borgen – Gefährliche Seilschaften (Borgen, Fernsehserie)

## Auszeichnungen
- 1997: Årets Revykunstner (Revue-Künstler des Jahres)
- 2001: Årets Revynummer
- 2002: Årets Revykunstner
- 2006: Ove-Sprogøe-Preis (Ove Sprogøe Prisen)